# Yassin Nasser
Yassin Nasser (Veghel, 25 februari 2000) is een Nederlands voetballer van Marokkaanse afkomst die doorgaans als aanvaller speelt.

## Carrière
Yassin Nasser speelde in de jeugdopleiding van PSV en Lierse SK. Toen laatstgenoemde club in 2018 failliet ging, vertrok Nasser naar de jeugdopleiding van FC Utrecht, waar hij een contract tot medio 2020 met een cluboptie voor een extra seizoen tekende. Hij debuteerde in het betaald voetbal voor Jong FC Utrecht op 10 januari 2020, in de met 2-1 verloren uitwedstrijd tegen De Graafschap. Hij kwam na de rust in het veld voor Rayan El Azrak. Medio 2021 liep zijn contract bij Utrecht af. In februari 2022 vond hij in het Macedonische FK Skopje een nieuwe club.

### Statistieken
| Seizoen                       | Club            | Land           | Competitie     | Competitie | Competitie | Beker | Beker | Totaal | Totaal |
| Seizoen                       | Club            | Land           | Competitie     | Wed.       | Dlp.       | Wed.  | Dlp.  | Wed.   | Dlp.   |
| ----------------------------- | --------------- | -------------- | -------------- | ---------- | ---------- | ----- | ----- | ------ | ------ |
| 2019/20                       | Jong FC Utrecht | Nederland      | Eerste divisie | 1          | 0          | –     | –     | 1      | 0      |
| Carrièretotaal                | Carrièretotaal  | Carrièretotaal | Carrièretotaal | 1          | 0          | 0     | 0     | 1      | 0      |
| Bijgewerkt op 13 januari 2020 |                 |                |                |            |            |       |       |        |        |